# Domingos Manuel Sambo
Domingos Manuel Sambo (nascido em Saurimo, em 27 de Novembro de 1953) é um político de Angola. Foi vice-governador de Lunda Sul entre 1992 a 1994.